# Epilobium korshinskyi
Epilobium korshinskyi là một loài thực vật có hoa trong họ Anh thảo chiều. Loài này được Morozova mô tả khoa học đầu tiên năm 1968.